# Мне нравится, что девушка грустит
«Мне нравится, что девушка грустит» (латыш. Man patīk, ka meitene skumst) — драма (трагикомедия) режиссёра Арвидса Криевса, снятая студией Kaupo filma в 2005 году.

## Сюжет
Действие происходит в Латвии начала 2000-х, перед нами проходит калейдоскоп современников — людей, совершающих безумные поступки.
Фотограф в поисках новых сюжетов, отправляется на съёмки в морг и постепенно переходит на любование смертью. Азартный игрок проигрывает все деньги и отдаёт мать в дом престарелых, продолжая упиваться игрой. Молодой парень, отслуживший в армии, влюбляется без ума в знакомого парикмахера.
В фильме много красивых городских пейзажей, снятых в свойственной режиссёру манере.

## В ролях
- Мартыньш Фрейманис
- Кристине Неварауска
- Гиртс Круминьш
- Регнарс Вайварс
- Инга Алсина
- Мартыньш Лацис
- Иварс Стонинс

## Съёмочная группа
- Автор сценария: Маргарита Первенецка
- Режиссёр-постановщик: Арвидс Криевс
- Композитор: Мартиньш Браунс
- Оператор-постановщик: Давис Симанис
- Художник-постановщик: Иева Романова
- Продюсер: Гунтис Тректерис